# Alois Rieber

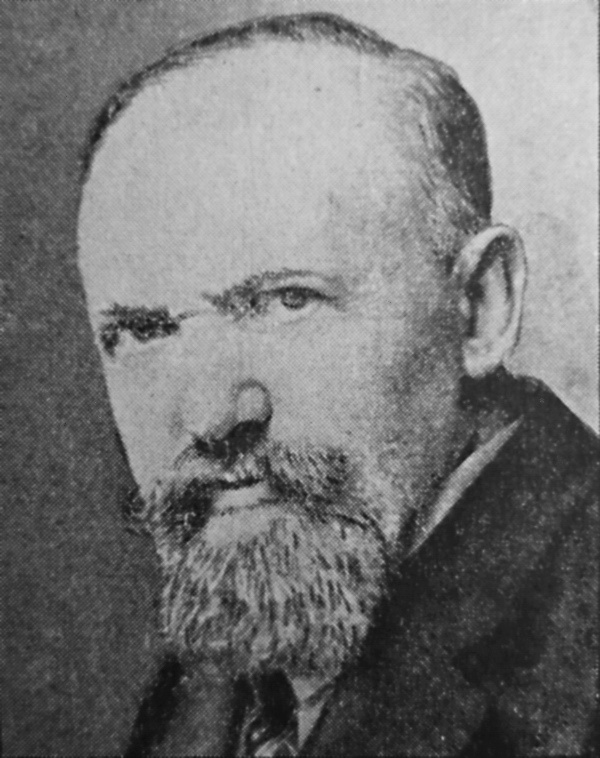
Alois Rieber, ca. 1931

Alois Ferdinand Rieber (* 16. Jänner 1876 in Petschau, Böhmen; † 15. April 1944 in Prag) war ein deutsch-böhmischer Bildhauer.

## Leben

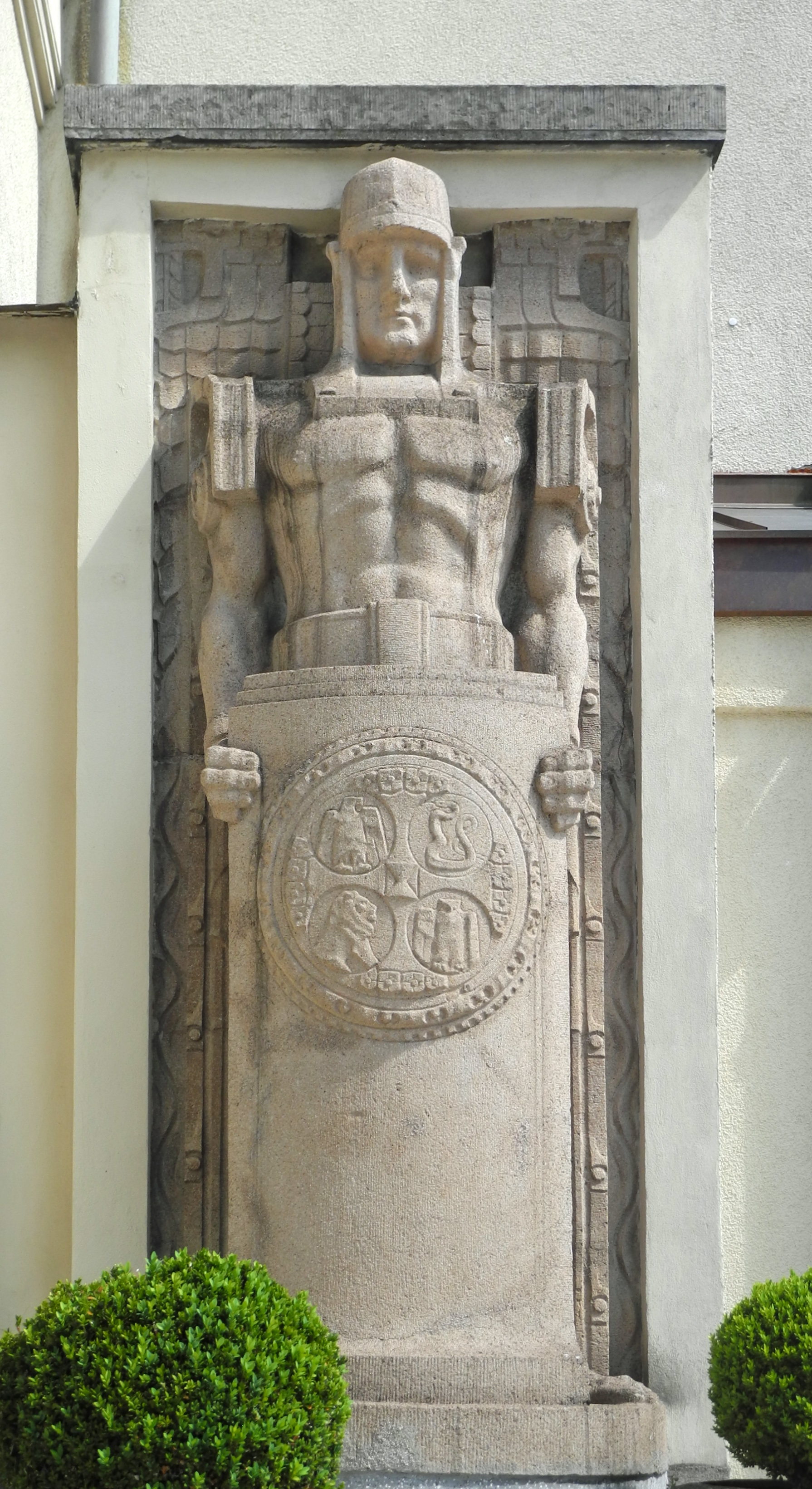
Wächterstatue am Krematorium Liberec

Rieber war der Sohn des Petschauer Zeugmachers Johann Rieber. Seine erste Tätigkeit ist als Porzellanmaler in Selb im Fichtelgebirge nachgewiesen. In den Jahren von 1894 studierte Alois Rieber an der Malerakademie in Prag bei Pirner. Nach der Umgestaltung der Schule in die Akademie der Bildenden Künste Prag, besuchte er die Spezialschule für Bildhauerei bei dem tschechischen Josef Václav Myslbek (1848–1922), dem Schöpfer des Reiterdenkmals des Hl. Wenzel am Wenzelsplatz in Prag. 1901–1920 wurde er Nebenlehrer für Modellieren an der Prager Nikolander Realschule und 1902–1920 an der 2. Deutschen Realschule in Prag-Kleinseite und war Assistent bei der Lehrkanzel für Freihand- und Ornamentzeichnungen an der Deutschen Technischen Hochschule Prag.
1907–1909 supplierte er nach Abgang von Laufer diese Lehrkanzel, wurde 1920 a.o. Professor und nach dem Ableben von Franz Schwertfeger (1922) wurde er zugleich Leiter der Lehrkanzel und 1928 a. Professor für Modellieren, Figuren- und Aktzeichnen. 1920–1944 war Alois Rieber Professor an der Deutschen Technischen Hochschule Prag, Vorsitzender der Prüfungskommission für das Lehramt des Freihandzeichnens an Mittelschulen und Mitglied des Kuratoriums der Modernen Galerie, ließ sich als Bildhauer in Prag nieder und unternahm mehrere Studienreisen nach Italien, Frankreich, England, Holland, Belgien und Deutschland.
Zu seinen Lehrer gehörten u. a. Maxmilián Pirner, Václav Brožík und Josef Václav Myslbek. Bis 1944 war er Lehrstuhlinhaber an der Deutschen Technischen Hochschule in Prag, nach 1945 Tschechische Technische Universität Prag.
Rieber schuf verschiedene Denkmäler in Prag, Teplitz, und Podmolky sowie Grabplastiken in Prag und Reichenberg. Während des Ersten Weltkriegs (1914–1918) war er Mitglied des k.u.k. Kriegspressequartiers und schuf in dieser Zeit auch den Wehrmann in Eisen im „Deutschen Haus“ in der Prager Neustadt. Darüber hinaus fertigte Rieber Porträtstudien, Plaketten und figürliche Kompositionen.
Alois Rieber ist der jüngere Bruder des Josef Rieber, Kirchenrechtler und Hochschullehrer in Prag.
Nach Angabe der tschechischen Historikerin Milena Josefovičová war Rieber seit 1. April 1939 Mitglied der NSDAP (Mitgliedsnummer 7.188.071).

## Werke (Auszug)
- Wächterstatuen am Krematorium in Reichenberg (1917)
- Statue Kaiser Franz Joseph I., im Veitsdom zu Prag
- Statuette Wehrmann von Prag, 1914/15, Zinn schwarz lackiert, 9,5 × 8,5 × 23 cm, Heeresgeschichtliches Museum, Wien
- Kriegerdenkmal in Schluckenau